# Dromó (poeta)
Dromó (en llatí Dromon, en grec antic Δρομῶν) fou un poeta còmic atenenc de la comèdia mitjana que va escriure l'obra Ψάλτρια ("Psaltria", La tocadora d'arpa), de la que Ateneu de Nàucratis en va conservar dos fragments. En el primer fragment es fa menció del paràsit Tithymallus, del que també en parlen Alexis de Turis, Timocles i Antífanes de Cios, tots ells poetes de la comèdia mitjana.
Una obra del mateix títol s'atibueix a Ebulus.